# Guérilla anti-franquiste

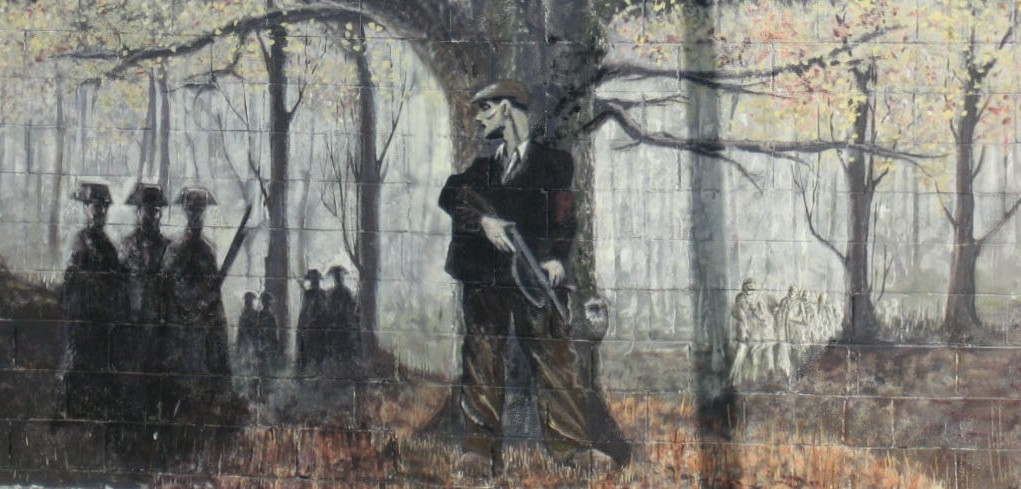
Représentation d'un maquis.

La guérilla anti-franquiste est l’opposition armée au franquisme sur le territoire espagnol, pendant la guerre civile en zone nationaliste, et aussi après 1939 dans d’autres régions d’Espagne. Les différents mouvements de guérilla, d’idéologies « républicaines » (communistes, socialistes et anarchistes) avaient pour but le retour à la constitution espagnole de 1931 [réf. nécessaire]. Du 19 juillet 1936 jusqu’à la fin de la guerre civile, il s’agit de groupes qui ne peuvent ou ne veulent pas rejoindre la zone républicaine, ou s’exiler [réf. nécessaire]. Pendant la Seconde Guerre mondiale, certains guérilléros rejoignent la résistance en France, ceux qui restent sur le territoire espagnol s’organisent. La période de 1944 jusqu'en 1947-1948 est la période la plus structurée et la plus offensive[réf. nécessaire]. Des foyers de guérilla survivent jusqu'en 1952.
Jusqu'aux années 1950, la guérilla constitue la plus sérieuse menace de l'opposition au régime.

## Histoire
La guérilla anti-franquiste naît en Espagne avant 1939 et la fin de la guerre d'Espagne. Le déclenchement de la Seconde Guerre mondiale dans la foulée a surpris nombre de républicains espagnols exilés en France. Ils ont été nombreux à rejoindre alors la Résistance intérieure française. En 1944, le retrait progressif de l'armée allemande a conduit beaucoup de maquis à recentrer le combat en territoire espagnol. Malgré l'échec de l'invasion du Val d'Aran la même année, certaines colonnes ont continué à progresser en Espagne et ont réussi à rejoindre les groupes qui étaient restés dans les montagnes depuis 1939.
L'apogée de la guérilla s'est située entre 1945 et 1947. Après cette période, la répression du gouvernement de Franco s'est intensifiée et petit à petit les groupes ont été dispersés et anéantis. Beaucoup de leurs membres ont été tués ou incarcérés. D'autres se sont échappés en France ou au Maroc. En 1952, le dernier contingent important de combattants a quitté le pays. Après cela, ceux qui ont continué à lutter dans les régions montagneuses n'ont combattu que pour survivre, ne choisissant pas entre exil et capitulation.

### Les débuts de la mobilisation
L'origine des maquis espagnols est à rechercher dans la fuite de ceux qui fuyaient devant l'avancée des forces nationalistes de Franco. L'insécurité engendrée par la tactique répressive des insurgés nationalistes a transformé leurs opposants – y compris des personnes faiblement politisées mais sympathisantes du régime républicain – en fugitifs. Au début beaucoup trouvèrent refuge chez leurs proches mais certains cherchèrent refuge dans les montagnes. Leur nombre fut accru de tous les déserteurs et de ceux qui s'échappaient des prisons et camps de concentration. Ils formaient le noyau dur de ceux qui décidèrent de se constituer en groupes armés basés dans les montagnes.
La guérilla rassemblait des sensibilités politiques variées à l'image du Front populaire, avec des éléments communistes, socialistes et anarchistes. Malgré cette diversité et en raison de l'influence du PCE (Partido Comunista de España) jusqu'en 1948, les communistes étaient majoritaires.

### ElXIVCuerpo de Ejército
Au cours de la guerre l'idée de mener une guérilla à l'arrière-garde des nationalistes de Franco faisait son chemin. Elle a été réalisée sur une initiative de Juan Negrín qui était à ce moment-là à la tête du gouvernement républicain et ministre de la Défense. Il créa le XIV Cuerpo de Ejército Guerrillero (« Corps d'armée de guérilla ») en octobre 1937. Ce nom était utilisé en pays basque par la section locale de l'armée républicaine jusqu'à l'effondrement du front dans le nord. Par contre, si cette idée était enfin reconnue efficace par le gouvernement, les colonnes anarchistes l'avaient mise en pratique plus d'un an auparavant contre les nationalistes, sauvant accessoirement la république contre le coup d'état, mais la militarisation républicaine l'a ensuite interdite sous peine de peloton d'exécution.
Les objectifs à court terme de ce nouveau corps d'armée étaient de couper les communications et les ravitaillements entre les troupes nationalistes, et la conduite d'opérations spéciales. À long terme, il devait continuer le combat contre Franco dans le cas où la guerre prendrait fin sur les fronts.
À la fin de la guerre, ce genre d'activité était conduit sur les fronts de Teruel, Andalousie, Estrémadure et Tolède. Derrière les lignes fascistes, les combattants républicains décimèrent la garnison d'Ardales, près de Málaga, en s'emparant de 90 fusils; dans la Sierra de Huelva ils menèrent des opérations de sabotage du réseau ferré et détruisirent une centrale électrique. L'action la plus importante fut la libération, le 23 mai 1938, de 300 prisonniers politiques Asturiens à Grenade. De 1938 à 1939 ce corps permit l'expatriation de nombreuses personnes d'Andalousie et d'Estrémadure mais fut dissous lors de la défaite des troupes républicaines.

### La retraite: les camps français
Des milliers de soldats et civils républicains passèrent la frontière française au fur et à mesure de l'avancée des troupes nationalistes en Catalogne. Au sein des camps où ils furent internés, les exilés commencèrent à s'organiser en groupe de guérilla.
Dans le camp de concentration d'Argelès-sur-Mer se tinrent une série de meetings. Des membres du PCE et des Juventudes Socialistas Unificadas (Jeunesses socialistes unifiées) y participèrent.

### La Résistance
Martha Gellhorn a dressé le bilan de la contribution du maquis espagnol à la Résistance intérieure française en écrivant dans The Undefeated (1945) : 

« Au cours de l'occupation allemande en France, le maquis espagnol a conduit plus de quatre cents sabotages de voie ferrée, détruit cinquante huit locomotives, dynamité trente cinq ponts ferroviaires, coupé cent cinquante lignes téléphoniques, attaqué vingt usines, en en détruisant certaines complètement, et saboté cinquante mines de charbon. Ils ont fait prisonniers plusieurs milliers d'allemands et – c'est presque un miracle au vu de leur armement – ils ont capturé trois tanks.
Dans le sud-ouest de la France où aucune armée alliée n'a combattu, ils ont libéré plus de soixante-dix villes. »

Toujours au cours de la Seconde Guerre mondiale les espagnols engagés dans la résistance ont participé à l'assassinat des généraux von Schaumberg, commandant du « Grand Paris », et von Ritter, responsable du STO. En octobre 1944 un groupe de 6 000 maquisards dont Antonio Téllez Solá s'infiltrèrent en Espagne via le Val d'Aran mais furent refoulés après dix jours (voir Invasion du Val d'Aran). Peu de détails sur les actions de ces maquis en Espagne ont été rendus publics du fait de la politique du secret instaurée par le gouvernement Franco. Cependant quelques livres font état de combattants tels que Francesc Sabaté Llopart, Xosé Castro Veiga, et Ramon Vila Capdevila, qui sont responsables de la mort de centaines d'officiers de la Guardia Civil et d'innombrables actes de sabotage. Entre 1943 et 1952, 2 166 maquis ont été démantelés par la police, mettant quasiment fin à ce mouvement.
Les Français contraints au STO commencèrent à fuir dans les montagnes où ils firent la connaissance des Espagnols évadés du CTE. Les évadés français étaient en majorité des civils. À partir de cette époque, le terme « maquis » devint la désignation usuelle de ces campements, et celui de « maquisards » celle de leurs habitants.

### LaFederación de Guerrillas de León-Galicia
Pendant qu’en France les exilés s'organisent pour combattre le nazisme, en Espagne s'organisent des groupes de guérilleros composés presque exclusivement de fugitifs. Le plus important de ces groupes de francs-tireurs, dans le camp nationaliste, a été la Fédération de guérillas du Léon-Galice que plus tard les communistes prendront comme exemple pour créer les Agrupaciones Guerrilleras. Cette organisation est officiellement née au printemps de 1942, année au cours de laquelle s'est tenu, dans les montagnes de León près Ponferrada, le congrès fondateur. À caractère expressément pluraliste, la fédération intégrait dans ses rangs des socialistes, des membres de la CNT, des communistes et des combattants sans obédience définie. L'une des règles établies à sa formation est l'interdiction du prosélytisme, pour assurer la cohérence entre les diverses tendances politiques.
Au cours de l'année 1943 la Fédération subit plutôt  des revers dans les divers affrontements avec les forces de la garde civile, la police armée  et l'armée. Le 1er avril a été édité le premier numéro de El Guerillero, organe d'expression de la Fédération qui atteint dans  les  éditions postérieures un tirage de trois cents exemplaires, imprimés clandestinement à Santalla en Asturies. Jusqu'à cette année, où fut créé le Comité de milices antifascistes des Asturies, c'était l’unique organisation de francs-tireurs de toute l'Espagne. Dans le reste du pays l'activité de guérilla était assurée par des collectifs de moindre organisation. À partir de 1944 l'influence croissante des communistes marque l’évolution de la Fédération en l'orientant vers des activités à caractère plus offensif. En 1945 la Fédération devient la  IV Agrupación Guerrillera.

### LesAgrupaciones Guerrilleras
En dépit du recul d'Arán en 1944, le moral des exilés espagnols restait bon, étant donné que la situation internationale laissait envisager un renversement complet du fascisme en Europe. Partout en Espagne le niveau de guérilla monta d'un cran, entrainant l'incorporation de nouveaux contingents d'au-delà des frontières et la réorganisation des groupes en  structures plus fortement militarisées.
Le PCE exilé fut à l'origine de la création des Agrupaciones Guerrilleras (groupes de guérilla) dans différentes zones géographiques agissant de manière coordonnée. Ils furent conçus sur le modèle de la Federación de Guerrillas de León-Galicia, la première organisation de ce type dans l'après-guerre, créée en avril 1942 dans les montagnes de Ferradillo, à côté de Ponferrada. Le groupe le plus actif était le Agrupación guerrillera de Levante y Aragón (AGLA), qui agissait au sud de Teruel, à l'intérieur du Castellón et au nord de Cuenca.
En 1948, le PCE changea de stratégie sur l'ordre de Staline, en renonçant à la lutte clandestine, préférant essayer de faire de l'entrisme au sein du Organización Sindical Española, seul syndicat autorisé par l'État. Cela entraîna le déclin des agrupaciones, déjà bien entamés par la répression gouvernementale. Les Agrupaciones Guerrilleras se rebaptisèrent Comités de Resistencia. La nouvelle orientation n'était toutefois pas efficace et l'évacuation générale fut décrétée en 1952.

### La fin des maquis et de la guérilla
Plusieurs facteurs expliquent le déclin et la disparition de la guérilla anti-franquiste. D'un côté la transformation du contexte international avec l'établissement de la Guerre froide rendait improbable l'intervention des Alliés dans un combat contre le gouvernement fasciste espagnol. Ce contexte amena le PCE à revoir sa stratégie et à abandonner la guérilla comme méthode de lutte. De l'autre côté, les actions des forces nationalistes harcelaient les populations autour des zones de maquis. Différentes tactiques répressives étaient mises en œuvre, depuis l'utilisation de contras pour infiltrer les groupes jusqu'à la politique de la terre brûlée qui fut utilisée à Maestrazgo. La Guardia Civil évacua toute population de nombreuses zones montagneuses afin de supprimer toute source d'approvisionnement aux maquis. La torture fut fréquemment employée lors des interrogatoires.
Le gouvernement menait une politique de black-out médiatique sur les actions des maquis. C'est pourquoi, en dehors des zones d'activité de la guérilla, la population n'entendait jamais parler de leur action. Les rares fois où une de leurs actions étaient mentionnées dans la presse, il s'agissait toujours de bandoleros (bandits), afin de ne pas donner de coloration politique aux faits relatés.
Petit à petit, la guérilla devint isolée. Dans les dernières années, beaucoup de combattants essayèrent de fuir en France. Beaucoup furent jugés sommairement et exécutés, ou emprisonnés. D'autres moururent entre les mains de la Garde civile (par exemple en recourant à la « loi des fuites » comme on l’avait fait dans les années 1920 pour réprimer le mouvement ouvrier).
Bien que la période de grande activité de la guérilla s'étale de 1938 au début des années 1950, certains groupes continuèrent la lutte. La fin du combat est marquée par les morts par balle de Quico Sabaté en 1960, et Ramón Vila Caracremada en 1963, tous les deux en Catalogne, et celle de Xosé Castro Veiga en Galice en mars 1965.
Le Front espagnol de libération nationale (FELN) fut une organisation républicaine espagnole fondée en 1963 par Julio Álvarez del Vayo, militant du Partido Comunista de España (marxista-leninista), avec le but de continuer la Guérilla anti-franquiste, mais il n'a pas eu de succès.

## Aires d'activité

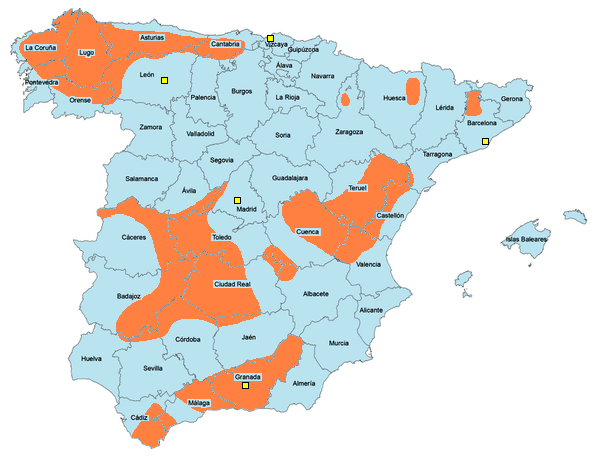
Carte d'Espagne montrant en orange les aires d'activité les plus importantes des maquis espagnols.

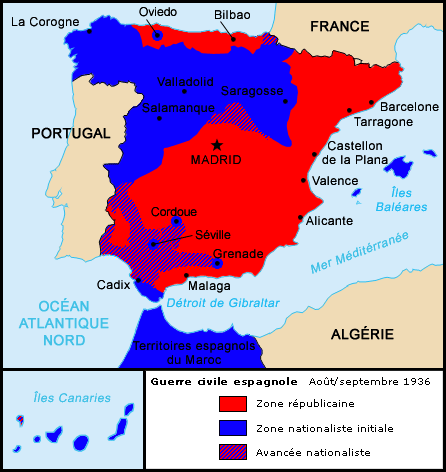
Carte d'Espagne montrant en bleu les zones passées dès les premiers mois de la guerre civile du côté des insurgés et en rouge les zones encore dans la légalité républicaine (août 1936).

La guérilla anti-franquiste était principalement active dans les aires montagneuses du territoire espagnol, au sein de forêts ou de zones de végétation dense afin d'y trouver refuge et abri. Un autre facteur important expliquant leur implantation et leur survie tient à la situation sociale. Les maquisards devaient choisir des zones dans lesquelles ils pouvaient compter sur la collaboration d'au moins une partie de la population locale afin de subvenir à leurs besoins.
Dans les zones au climat rigoureux comme les montagnes de León, les maquisards se fondaient souvent en petits groupes dans les villages au sein de familles choisies et cela particulièrement pendant les mois d'hiver.
Parmi les aires de grande activité de la guérilla on dénombre la Cornisa Cantábrica, de la Galice à la Cantabrie, et en particulier les montagnes des Asturies dans le nord de León ; le Levant, plus particulièrement la zone comprise entre les provinces de Teruel, Castellón, Valencia, et Cuenca; Centro, dans l'Extremadure, le nord de Cordoue, Ciudad Real, Tolède et les montagnes du Système central ; et deux zones indépendantes dans le sud de l'Andalousie : Cadix d'un côté et Grenade-Malaga de l'autre. La guérilla s'est aussi signalée dans d'autres zones comme la Manche et l’Aragon.
Les groupes de résistance armée étaient aussi actifs dans les villes, de manière plus prononcée à Madrid et Barcelone. À Madrid, les maquisards étaient majoritairement communistes, membres du PCE. Leurs agissements n'ont cependant pas duré longtemps. À Barcelone, les maquisards étaient plutôt anarchistes. C'est dans cette ville qu'a été relevée la dernière trace d'activité de ces groupes. Les efforts pour étendre le combat à d'autres grandes villes comme Valence ou Bilbao ont été des échecs.
L'aspect rural et isolé des zones de guérilla constituait un obstacle aux objectifs des maquisards. Étant donné le silence de la presse et du gouvernement sur la situation, seules quelques personnes habitant ces zones étaient réellement au courant de ce qui se passait. La grande majorité de la population espagnole ignorait l'existence de ces actions de guérilla dans les montagnes de leur pays.

## Les «contacts»
L'activité de la guérilla était subordonnée au soutien d'une partie de la population connue sous le nom de enlaces (littéralement, les « liens » ou « relations »). D'autres étaient appelées passive militias et guerrilleros del llano (« guérilla des plaines »). Ils s'occupaient du ravitaillement, des vivres à l'armement quand nécessaire, mais aussi du renseignement. Ils se chargeaient également de l'acheminement du courrier entre les différents groupes.
Les « contacts » étaient bien plus exposés que les combattants à la répression du gouvernement. Ils représentaient toutefois une source de combattants puisqu'une fois découverts leur seule chance d'échapper à la prison était de fuir dans les montagnes. Cela explique pourquoi au début des années cinquante, alors que la guérilla marquait considérablement le pas, les différents groupes continuaient de recruter hommes et femmes.
La population des « contacts » était bien plus importante que celle des combattants effectifs. Au cours des années de guérilla, 20 000 personnes ont été arrêtées pour collaboration avec le maquis.

## Évocation dans les œuvres de fiction

### Ouvrages
- Les voix du Pamano, roman de Jaume Cabré, publié en 2004.
- Maquis, roman de Alfons Cervera, publié en 1997.
- Le lecteur de Jules Verne, roman de Almudena Grandes, publié en 2012, et en français en 2013.

### Films
- Le Labyrinthe de Pan, film de Guillermo Del Toro (2006)
- Et vint le jour de la vengeance (Behold a Pale Horse) film de Fred Zinnemann (1964)

### Vidéographie
- Chrisitian Mottier, Ni Dieu ni maître, Temps présent, Radio télévision suisse, 3 avril 1970 (partie 2), voir en ligne.